# Campi (Francia)
Campi (in corso Campi) è un comune francese di 22 abitanti situato nel dipartimento dell'Alta Corsica nella regione della Corsica.

## Società

### Evoluzione demografica
Abitanti censiti